# Simon de Colines

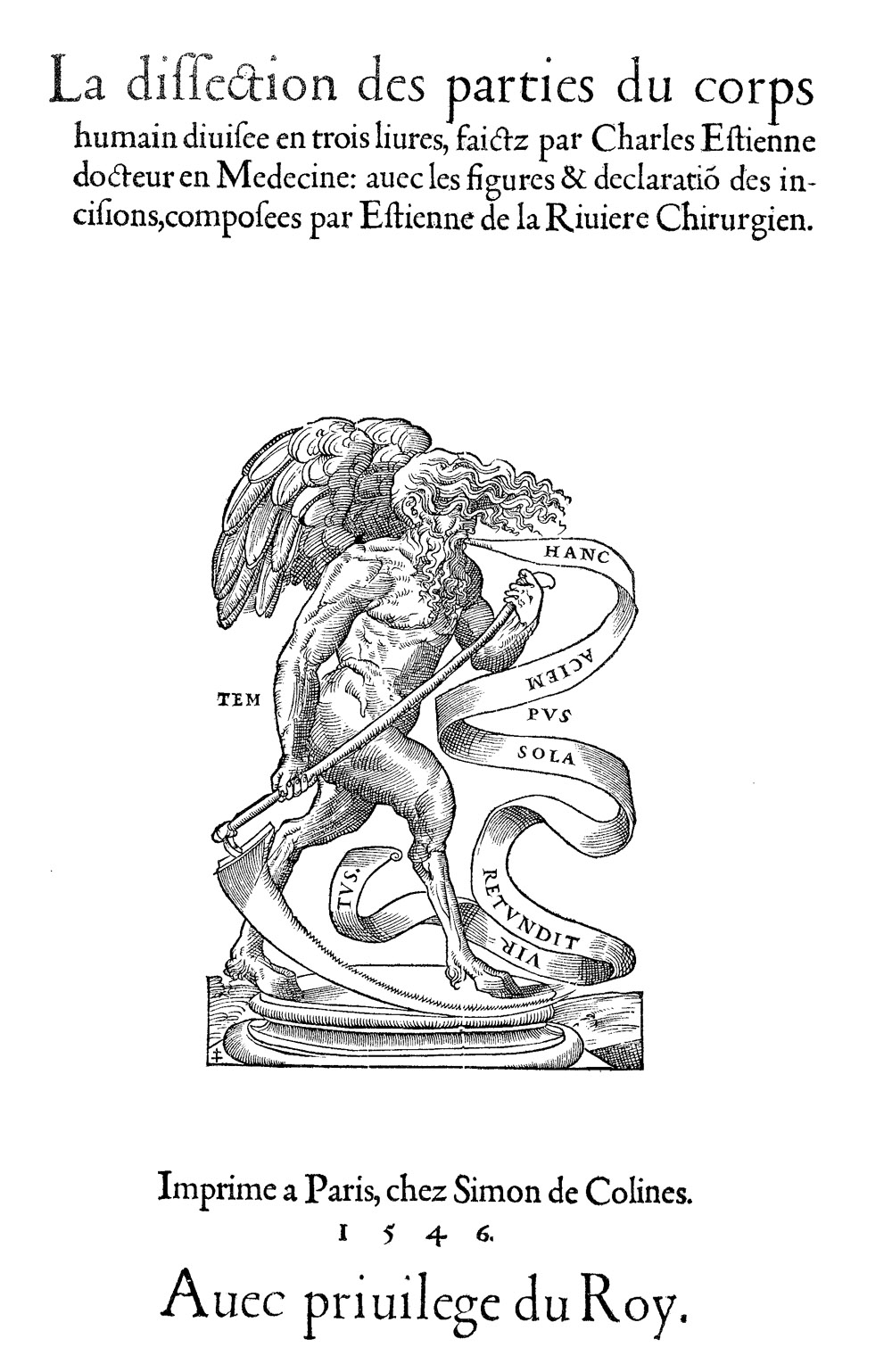
La dissezione di parti del corpo umano - (1546) Simon de Colines

Simon de Colines (1480 – 1546) è stato uno stampatore francese, uno dei primi stampatori del Rinascimento. Egli fu attivo a Parigi tra il 1520 ed il 1546. Utilizzò caratteri roman, italico e greci migliori di quelli usati fino ad allora. I suoi libri erano di piccolo formato e ben realizzati.

## Biografia
Colines era associato con il più vecchio Henri Estienne e continuò la sua attività anche dopo la sua morte avvenuta nel 1520. Sposò la vedova di Estienne e rimase in attività fino a quando la stessa non venne rilevata dal figlio di Estienne, Robert I nel 1526. In quella data Colines impiantò una sua stamperia nei paraggi. Nel 1528 iniziò ad usare il carattere italico. Colines pubblicò molti classici greci e latini. Anche se non era uno studioso, estese la gamma di opere dotte e scientifiche della ditta Estienne, includendo le scienze naturali, la cosmologia e l'astrologia. Egli è accreditato della progettazione di caratteri italici e greci. Nel 1525 ha pubblicato il notevole Grandes Heures de Simon de Colines, con decorazioni di Geoffroy Tory.